# Roxy DeVille

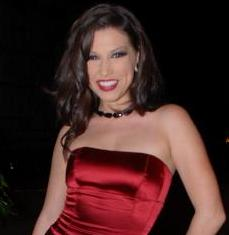
Roxy DeVille (2007)

Roxy DeVille (bürgerlich Katie Lynn Avola; * 8. November 1982 in Indiana, Vereinigte Staaten) ist eine US-amerikanische Pornodarstellerin. Weitere ihrer Pseudonyme sind u. a. Roxy De Ville, Roxy De und Roxi Devill.

## Leben
Roxy DeVille begann ihre Karriere im Jahr 2005. Seitdem hat sie, laut IAFD, in fast 400 Filmen mitgespielt.
Sie spielte unter anderen in den Filmen Operation Desert Stormy, Girlvana 4 und Chemistry 3 mit. Auch in dem Dokumentarfilm 9to5 – Days in Porn war sie zu sehen. Außerdem hatte sie einen Kurzauftritt in Sex and the City – Der Film als „Dantes Girl Nr. 4“.
In ihrer Karriere konnte sie einmal den XRCO Award als Unsung Siren gewinnen.

## Filmografie (Auswahl)
- 2006: The 4 Finger Club 23
- 2006: Jack’s POV 1
- 2006–2008: Suck It Dry 2, 5
- 2007: Chemistry Volume 3
- 2007: Operation: Desert Stormy
- 2007: Jack’s Playground: Big Ass Show 6
- 2008: Girlvana 4
- 2008: Fishnets 8
- 2008: Diary of a Nanny 5
- 2008: Women Seeking Women 40, 41, 49
- 2008: 9to5 – Days in Porn
- 2009: Fox Holes
- 2010: Playgirl: Wild with Anticipation

## Auszeichnungen & Nominierungen
- 2008: XRCO Award – Unsung Siren[4]
- 2009: CAVR Award – BTS of Year
- AVN Award – 6 Nominierungen